# Miarinarivo, Ambalavao
Predefinição:Info/Município de Madagáscar
Miarinarivo é uma comuna e cidade localizada no distrito de Ambalavao, na região de Haute Matsiatra, no centro-sul de Madagáscar. Segundo estimativas do censo de 2001, sua população era de aproximadamente 10 mil habitantes.

## Educação
A cidade oferece apenas ensino primário, sem instituições de ensino secundário ou superior.

## Economia
A economia local é essencialmente agrícola, com cerca de 99% da população dedicada à agricultura de subsistência. O arroz é o principal produto cultivado, seguido por mandioca, batata-doce e tabaco. O setor de serviços é responsável por empregar apenas 1% da população.